# Nigusil
Nigusil è una particolare lega metallica brevettata dalla Moto Guzzi, il suo nome infatti è acronimo di Nikel-Guzzi-Silicio.

## Storia
La Moto Guzzi, dopo aver realizzato con successo il primo motore con cilindro a canna cromata, incentrò le proprie ricerche al fine di individuare un materiale che potesse sostituire il cromo nel rivestimento della canna del cilindro. Nacque così il Nigusil, una lega composta da nichel e silicio applicata al cilindro attraverso  particolari procedure. Questa innovazione permise un netto miglioramento dei coefficienti di attrito del motore, consentendo un notevole abbassamento dei livelli di usura delle parti meccaniche ed un ragguardevole risparmio di lubrificante. 
Il trattamento dei cilindri attraverso Nigusil è stato utilizzato anche da numerose case automobilistiche tra cui Maserati ed in genere su motori da competizione. 